# Sierra de Quila

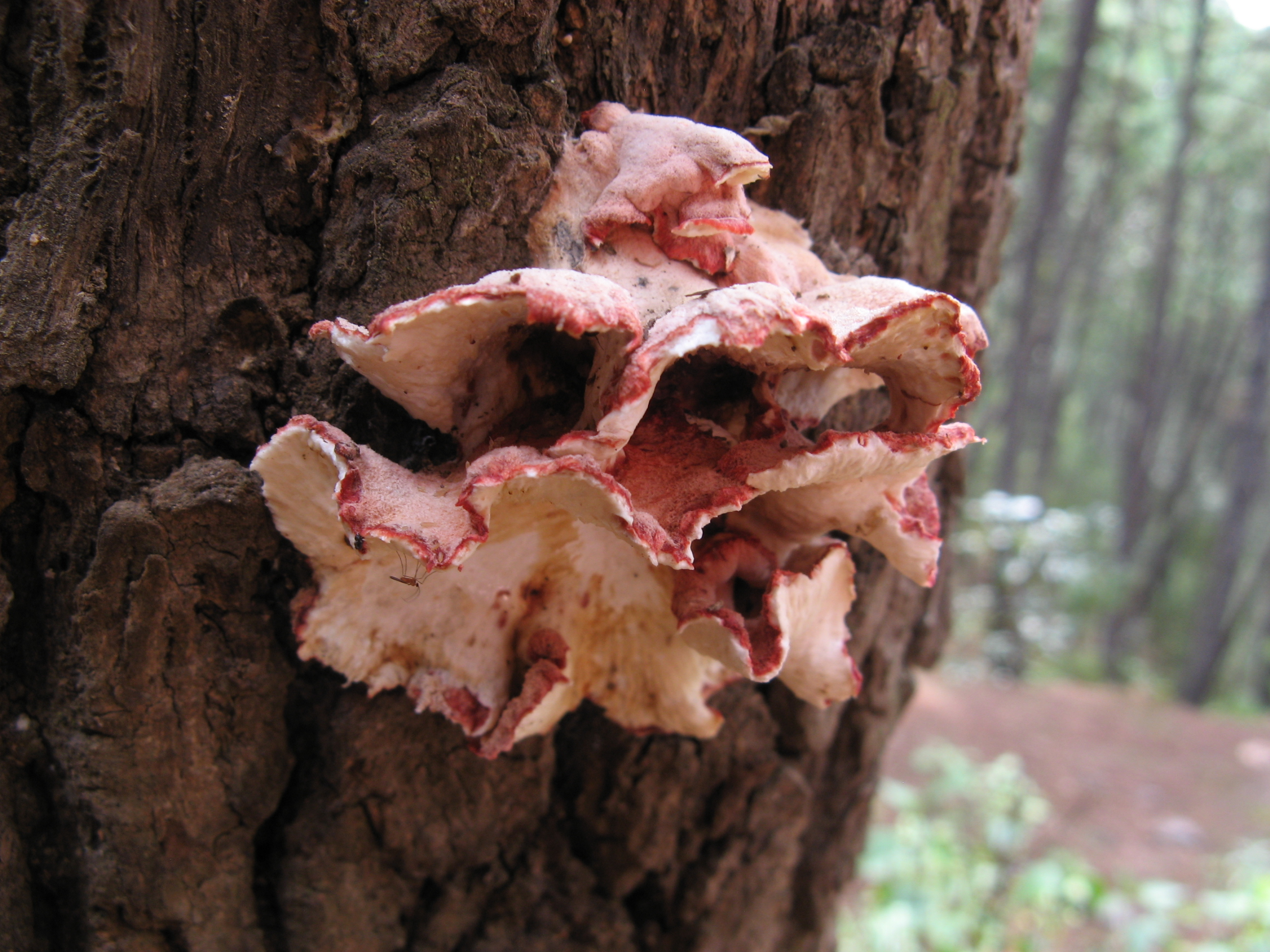
Especie de Phlebia incarnata encontrada en la Sierra de Quila.

La sierra de Quila es un área natural protegida situada en las cercanías de la comunidad de Quila el Grande, perteneciente a los municipios de Tecolotlan, Tenamaxtlan, Ameca y San Martín Hidalgo en el estado de Jalisco, a unos 100 kilómetros al Suroeste de la ciudad de Guadalajara y está situada entre las coordenadas 20º14'29 y 20º21'51 de Latitud Norte y 103º57'09 y 104º07'32 de Longitud Oeste, cerca de Tenamaxtlán y San Martín Hidalgo, en México. Su extensión aproximada es de 151,92 km² y fue creada el 4 de agosto de 1982.
La zona recibe turistas y visitantes todo el año, que pueden acampar u hospedarse en los municipios de Tenamaxtlan y Tecolotlan. El principal acceso a la sierra se encuentra en la zona oeste del pueblo de Tecolotlan, sin embargo hay distintos accesos a lo largo de los municipios que abarca.
Cerro del Huehuentón por su altura es uno de los más importantes en el Estado de Jalisco, alcanza  los 2540 metros sobre el nivel del mar y ofrece una vista panorámica de la región.

## Flora y fauna
De acuerdo al Sistema Nacional de Información sobre Biodiversidad de la Comisión Nacional para el Conocimiento y Uso de la Biodiversidad (CONABIO) en el Área de Protección de Flora y Fauna Sierra de Quila habitan más de 715 especies de plantas y animales de las cuales 29 se encuentra dentro de alguna categoría de riesgo de la Norma Oficial Mexicana NOM-059  y 5 son exóticas,
Posee bosques de pinos, encinares, saltos de agua y manantiales, entre los que está el Salto de Santa Rosa, una caída de agua de más de 60 m. Su fauna está constituida por venados de cola blanca, pumas, jabalíes, armadillos y zorros, etc

## Clima y fisiografía
Es de clima templado húmedo, con temperatura media anual entre 12 °C y 18 °C, y temperatura del mes más frío entre -3 °C y 18 °C, se presenta principalmente en sentido centro-norte. Correspondiente al bosque latifoliado, esclerófilo caducifolio, que se subdivide en bosque de pino, bosque de pino-encino, bosque mesófilo, bosque de encino, bosque subtropical caducifolio, pastizales y matorrales. La precipitación pluvial varía según las zonas y es durante los meses de junio a septiembre cuando se presentan las lluvias con mayor frecuencia, situándose el promedio entre los 700 y 1000 milímetro.

## Hidrología
La sierra de Quila es una divisoria de aguas que divide dos de las cuencas hidrológicas del estado, la del río Ameca, situada al norte de la sierra, y la del río Armería, al sur. Los arroyos que bajan por las cañadas de la cara norte se juntan para formar al río Grande, que después se convierte en el Río Ameca que sirve de límite entre Jalisco y Nayarit. Los arroyos que nacen en la sierra de Quila abastecen también de agua potable a algunas de las poblaciones a través de sus diversos ríos y arroyos 